# Shoal Bay (Darwin)
Pour les articles homonymes, voir Shoal Bay et Shoal Bay Village.

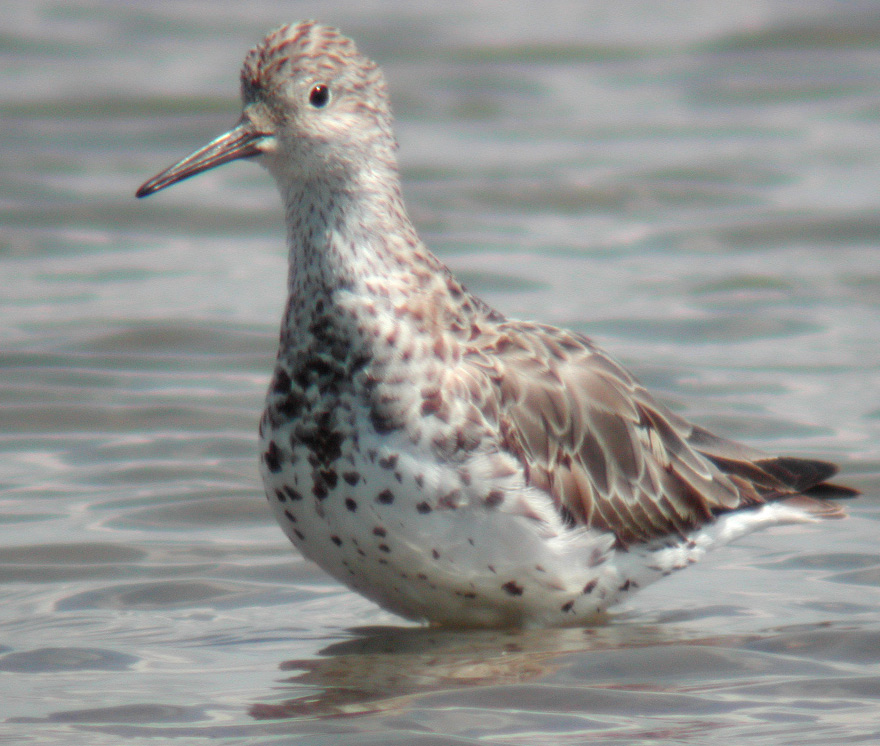
La baie est un site important pour les Bécasseau de l'Anadyr

Shoal Bay est une baie peu profonde adjacente à la ville de Darwin, située au nord de celle-ci, dans le Territoire du Nord de l'Australie. Englobant Hope Inlet à son extrémité est, elle se caractérise par de vastes zones de vasières et de mangroves intertidales et constitue un site important pour les échassiers, ou oiseaux de rivage. La baie est située dans la réserve côtière de Shoal Bay, une zone protégée qui a été créé en 2000.
Shoal Bay est également connue pour accueillir la station de réception de Shoal Bay, une installation de collecte de renseignements d'origine électromagnétique qui contribue au programme mondial de collecte de données de la NSA.

## Description
La baie comprend le cours inférieur de la rivière Howard et plusieurs petits ruisseaux à marée qui se jettent dans Hope Inlet. Une grande partie de la baie est exposée à marée basse, avec environ 100 km2 de vasières et de vasières de marée. Contrairement à la plupart des autres baies du Territoire du Nord, elle n'est pas associée aux grands fleuves ni aux plaines inondables côtières d'eau douce. Elle comprend des marécages et des vestiges de la forêt de vigne mousson sur les marges. En raison de sa proximité avec Darwin, elle est menacée par l'urbanisation et l'aménagement du territoire. Elle est également affectée par des espèces envahissantes, des incendies fréquents et une utilisation récréative en grande partie incontrôlée de la région.

## Faune et flore

### Plantes
Environ 61 espèces de plantes endémiques du Territoire du Nord se trouvent autour de la baie. Trois d'entre elles, Cycas armstrongii, Ptychosperma macarthurii et Utricularia dunstaniae, sont considérées comme menacées. Deux, Utricularia holtzei et Typhonium praetermissum, ne sont connues que dans la biorégion côtière de Darwin.

### Oiseaux
BirdLife International a désigné environ 96 km2 de la baie comme une zone importante pour la conservation des oiseaux (IBA), car elle abrite, avec son habitat d'alimentation à marée basse et ses sites de repos à marée haute, plus de 1% de la population mondiale de Bécasseau de l'Anadyr.  Parmi les autres oiseaux recensés dans la baie, on compte des groupes de barges à queue noire, des pluviers de Leschenault, des chevaliers bargette et des Œdicnèmes des récifs. Les râles à ventre roux habitent les mangroves.

### Autres animaux
Outre les oiseaux, les animaux menacés recensés dans la baie et ses environs comprennent les chats marsupiaux du nord, les varanus mertensi, les varanus panoptes, les Natator depressus, et les tortues olivâtre. Les porcs sauvages et les Bubalus bubalis sont aussi présents. Un programme est en cours pour surveiller et éliminer les crocodiles marins de la baie.